# The Witch's House
The Witch's House (魔女の家, Majo no ie) en català: La Casa de la Bruixa és un videojoc gratuït de trencaclosques de terror creat pel desenvolupador japonès de videojocs Fummy (ふみー). El va crear fent servir el programari RPG Maker VX. El joc va ésser publicat l'octubre de 2012, per Windows i Mac.
Més endavant Fummy va publicar una preqüela en format de comic book titulada "The Witch's House: The Diary Of Ellen" (En català: La Casa de la Bruixa: El Diari d'Ellen), on s'explica l'historia de la bruixa Ellen. Hi han quatre números en total i estan disponibles a Amazon en anglès.
Una versió manga d'aquesta va començar a publicar-se el 2017 amb il·lustracions de Yuna Kagesaki

## Jugabilitat
Aquest videojoc és de supervivència i terror on l'objectiu principal es fugir de la casa de la bruixa. Per fer-ho el jugador haurà de resoldre una sèrie de trencaclosques plens de trampes mortals i amb una ambientació esgarrifosa plena de sang i algun ensurt sobtat. La càmera fa servir una vista d'ocell, típica dels jocs fets amb RPG Maker.
Un gat negre farà companya a la protagonista durant el joc i a més a més servirà de punt de desat on el jugador podrà desar la seva partida. Aquest gat serà gairebé l'única font de conversació del joc, usualment parlant despreocupadament ignorant el perill del lloc on es troba el jugador.

## Argument
El personatge principal de La Casa De La Bruixa és Viola, una noia jove que desperta en mig d'un bosc del qual ben aviat descobrirà que no pot sortir per culpa d'unes roses que barren el camí i, per tant, la seva única opció serà endinsar-se a una misteriosa casa propera. Amb la companya d'un gat negre Viola haurà de sobreviure a tots els perills de la casa amb l'esperança de trobar una manera per sortir del bosc.
Durant la seva estada en aquesta casa el gat informa a Viola del fet que hi resideix una bruixa, de la qual obtindrem més informació mitjançant diaris repartits per tota la casa, on s'hi parla sobre el passat de la bruixa anomenada Ellen.

Viola es veurà inmiscuïda en tota mena de situacions estranyes amb criatures esgarrifoses a mesura que s'endinsa més i més en aquesta casa i resol diversos trencaclosques per a progressar. Si la protagonista aconsegueix escapar de la casa s'obtindrà un d'aquests dos finals, depenent de les accions que hagi pres el jugador:
El "final Bo", que s'obté escapant de la casa sense agafar un objecte a l'entrada d'aquesta. A aquest final la bruixa Ellen persegueix a Viola fins al bosc però acaba essent matada pel pare de Viola, que va al bosc per buscar la seva filla.
El "final Vertader", el qual s'obté si el jugador agafa el ganivet que es troba a una de les habitacions de l'entrada de la casa i escapa. En aquest final el jugador descobreix el fet que la protagonista era en realitat Ellen dins del cos de Viola, atès que la mateixa va enganyar a Viola per quedar-se amb el seu cos i, per tant, ara Viola està en el cos de la bruixa, que és assassinada igualment pel seu pare com al final Bo.
Aquest canvi de cossos és degut al fet que la bruixa Ellen patia una malaltia molt greu i després de fer-se amiga de Viola s'aprofita de la bona voluntat d'aquesta per canviar-li el cos per sempre, propiciant un final tràgic per a Viola on el seu propi pare la mata sense saber-ho, sigui quin sigui el final que obtingui el jugador.
Hi ha un tercer final el qual s'obté si el jugador espera 1 hora sencera sense pitjar cap botó a l'inici del joc. Després d'esperar aquesta hora les roses que barraven el camí per sortir del bosc desapareixeran, indicant que la presencia d'aquestes era deguda a la pròpia Viola que estava fent servir els poders de bruixa del cos d'Ellen i que aquesta ha mort agonitzant per culpa de la malaltia que patia el seu cos.

## Nova versió
El 31 d'octubre de 2018 es publicà "The Witch's House MV", una nova versió del joc original feta amb RPG Maker MV. Aquesta versió inclou nous gràfics, una localització millorada i una nova dificultat extra en la qual els trencaclosques es tornen més difícils. Aquesta versió no es pas gratuita, doncs va ser publicada a Steam amb un preu de 12,49 €.